# Тенденції розвитку світових ЗМІ
Для сучасного медіасвіту є характерною наявність численних тенденцій. Іноді вони бувають дещо протирічливими. Деякі з них домінують ще з ХХ століття.

## Тенденції

### Глобалізація
Прийнято вважати, що глобалізація у сфері ЗМІ (як і загалом глобалізація) починається в перше десятиліття після завершення Другої світової війни. Саме в цей період народжуються потужні міжнародні організації, активізуються міжнародні контакти. Глобалізація у сфері ЗМІ – це вихід національних медіаконцернів за кордони своєї країни. Сенс цього процесу досить очевидний. Медіаконцернам стало тісно в межах своїх країн, вони вирішили вийти на нові ринки. Прорив на шляху глобалізації відбувається в 70-ті роки ХХ століття, коли стають доступними кабельні та супутникові технології. У 80-ті роки глобалізаційним процесам сприяє поява відеомагнітофонів. Нарешті, у 90-ті роки з’являється Інтернет, який, за великим рахунком, глобалізує діяльність будь-якого сучасного ЗМІ. Якщо подивитися на список провідних медіакорпорацій світу, можна зробити низку узагальнень:
- Відзначимо у списку велику кількість американських корпорацій. Подібна тенденція зберігається ще з ХХ століття, міняються тільки компанії-лідери.
- У Топ-30 спостерігаємо ЗМІ обмеженого кола країн. Окрім США, це також Китай, Німеччина, Франція, Велика Британія, Італія та Бразилія.
- На домінуючі позиції у списку медіакорпорацій в останні роки вийшли соцмережі. Зокрема, перше та друге місце посідають компанії Alphabet (Google) та Facebook. Дуже високі позиції у Baidu, Microsoft та Yahoo. Особливість цих компаній у тому, що вони самі не виробляють контент, а лише допомагають його шукати. Однак, незважаючи на потужне зростання цього ринкового сегменту, основний прибуток все ще формується виробниками контенту.

Глобалізація робить миттєво доступним будь-який контент, що необхідно визнати позитивним фактором. З іншого боку, у сучасного реципієнта зростає почуття втоми від безлічі інформаційних повідомлень, які важко чи навіть неможливо осмислити та обробити за добу. І це призводить до фактично протилежної тенденції – регіоналізації.

### Регіоналізація
Регіоналізація ЗМІ – це процес активного розвитку регіональної медіапродукції. Причини появи цієї тенденції полягають не тільки у втомі сучасного реципієнта від великого пласту глобальних новин. По-перше, сучасна людина перестала довіряти лідерам світового ринку ЗМІ, які у ХХ столітті мали незаперечний авторитет. Численні скандали, пов’язані з вигадуванням публікацій, плагіатом та навіть звичайними грубими помилками, завдали потужного удару по іміджу традиційних ЗМІ. Також традиційні ЗМІ обвинувачують в обслуговуванні інтересів великого капіталу. За таких умов реципієнт шукає джерело інформації, якому можна було б довіряти. Таким джерелом може стати або місцевий журналіст, якого реципієнт знає особисто, або автор у соцмережі, з яким можна встановити тісний особистий контакт. 
- Глобалізація призвела до того, що для всесвітньої популярності необов’язково бути столичним національним ЗМІ з великим бюджетом. Тож потужні ЗМІ почали з’являтися на периферії.

- Місцеві ЗМІ піднімають питання, які мають безпосереднє відношення до життєдіяльності реципієнта, у той час як питання у глобальних ЗМІ можуть здаватися йому досить абстрактними. Проявом регіоналізації є поява в сучасному світі общинних ЗМІ. Це ЗМІ, створені на гроші певної національної спільноти, які функціонують виключно для реалізації потреб цієї спільноти. Іноді самі члени спільноти виступають журналістами або дописувачами такого ЗМІ.

Попри все сказане, регіоналізація не є антонімом глобалізації. Скоріше ці тенденції активно взаємодіють. Так, ЗМІ, що побачило світ як регіональне, завдяки глобалізації та наявності оригінальних ідей може швидко набути світової популярності.

### Монополізація
Монополізація – це процес поступового усування конкурентів з ринку, який веде до одноосібного домінування на цьому ринку. Монополії почали утворюватися на межі ХІХ – ХХ століть в індустріально розвинених країнах світу на основі великих концернів. Поступово вони захоплюють провідні позиції й у галузі ЗМІ. Об’єднання індустріальних корпорацій із медійними компаніями призвело до створення потужних конгломератів після Другої світової війни. Конгломерати були міцними у фінансовому плані, що дозволило їм створювати тиск на конкурентів та поглинати їх. Статистика показує, що наприкінці ХХ століття у західних країнах внаслідок поглинань значно зменшилася кількість щоденних газет. Монополізація – однозначно негативна тенденція. Якщо на ринку залишається один ЗМІ, він може диктувати реципієнтам свої фінансові умови, підвищуючи вартість продукту. Та навіть ще гіршим є те, що внаслідок утворення монополії звужується кількість поглядів на ринку. Тепер власник ЗМІ може диктувати реципієнтам порядок денний та як завгодно маніпулювати інформацією.

### Комерціалізація
Комерціалізація ЗМІ – це процес, при якому медіакомпанії вважають отримання прибутку своїм основним пріоритетом. Початком комерціалізації як світової тенденції вважаються 70-ті роки ХХ століття, коли істотно зросли прибутки від реклами. У наступному десятилітті комерціалізація починає впливати навіть на якісні ЗМІ. З одного боку, комерціалізація може здаватися правильною тенденцією для розвитку ЗМІ, оскільки журналістика – це бізнес. Насправді це переважно негативна тенденція, оскільки отримання прибутку відбувається за рахунок якості контенту. У межах цієї тенденції ЗМІ намагаються створювати контент таким чином, щоб максимально зорієнтувати його на розважання аудиторії. Будь-які складні та суперечливі теми та проблеми журналісти оминають, оскільки когось із реципієнтів це може обурити. Наслідком цієї тенденції стає безкінечна кількість мильних опер та розважальних шоу на радіо та телебаченні. У перспективі це призводить до того, що аудиторія неспроможна аналізувати складні ситуації у житті країни. Очевидно, що комерціалізація вигідна не тільки самим ЗМІ, але й політикам, які знаходяться при владі.

### Уніфікація
Уніфікація ЗМІ – це процес уподібнення різноманітних ЗМІ за змістом та формою. Вочевидь, уподібнення медіа – негативний процес. Смисл цієї тенденції в тому, що ЗМІ намагаються наслідувати вдалі в комерційному плані зразки продукції. Якщо якийсь продукт добре продається, не треба вигадувати щось своє – просто повторюй. Відмова від оригінальних матеріалів та думок очевидно призводить до примітивізації контенту, однак влаштовує середньостатистичну аудиторію на зразок гамбургера. У межах великих медіакорпорацій популярним трендом стало створення однакових ЗМІ в усіх регіонах країни. Як наслідок, можна не думати над оригінальною версткою та навіть переносити цілі блоки контенту з одного видання в інше. Це дозволяє тримати менший штат журналістів та інших працівників.

### Цифровізація
Цифровізація, тобто процес переходу усього контенту в цифровий формат, давно вже стала світовим трендом. Наразі кожне більш-менш серйозне ЗМІ має цифрову версію. Це зручно для реципієнтів, оскільки спрощує пошук інформації та допомагає її систематизувати. Цифровий формат створює умови для розвитку мультимедійності, що розширює можливості журналістів. Оскільки паперові газети та журнали мають істотні переваги в мережі, це призводить до ще однієї тенденції – поступового зменшення накладів газет та журналів. Вочевидь, паперові видання поступово мають зникнути, однак це буде відбуватися поступово.